# 武者小路實陰
武者小路實陰（1661年12月22日—1738年11月11日），是江戶時代前期至中期的公卿和歌人；藤原北家閑院流三條西庶流的武者小路家當主。

## 生涯
武者小路實陰在寬文元年（1661年）出生，是西郊實信之子，後出繼伯祖父武者小路公種為養子。
他接受靈元上皇的教導，學習和歌與《古今傳授》，和清水谷實業、中院通躬二人同為靈元院和歌的代表人物，有弟子似雲。
他歷任非參議、參議及議奏，於元祿八年（1695年）敘從三位，位列公卿，後在寶永四年（1703年）被任命為勅使關東下向。
正德五年（1715年）任中納言，享保九年（1724年）再昇為大納言，元文三年（1738年）逝世前以羽林家新家身份破格授予從一位准大臣，享年76歲。
聯合國大學副校長武者小路公秀是其直系後裔。